# Erythridula frisoni
Erythridula frisoni är en insektsart som först beskrevs av Ross och Delong 1953.  Erythridula frisoni ingår i släktet Erythridula och familjen dvärgstritar. Inga underarter finns listade i Catalogue of Life.